# Cal Tjader And Don Elliott - Vib-rations
Albums de Cal Tjader
Cal Tjader Trio Mambo With Tjader
Cal Tjader And Don Elliott - Vib-rations est une réédition partielle de l'album Cal Tjader Vibist paru chez Savoy Records et issu de la discographie de Cal Tjader. La particularité de ce LP daté de 1956 est de consacrer la face « A » à Cal Tjader et la face « B » à Don Elliott multi-instrumentiste et pionnier dans l'art du re-recording. À noter : les 2 artistes jouent du vibraphone sur cet album avec leurs formations respectives.

## Style de l'album
Jazz, Bebop

## Titres
• Face A : Cal Tjader Vib-rations (00:00)
1. Love Me Or Leave Me (A1)  ∫ de Walter Donaldson et Gus Kahn
2. Minority	 (A2)  ∫ de Cal Tjader
3. Tangerine (A3)  ∫ de Victor Schertzinger et Johnny Mercer
4. I Want To Be Happy (A4)	  ∫ de Vincent Youmans et Irving Caesar
5. After You've Gone 	 (A5)	  ∫ de Henry Creamer et Turner Layton
6. A Sunday Kind Of Love 	 (A6)	  ∫ de Barbara Belle, Anita Leonard, Stan Rhodes et Louis Prima
7. It's You Or No One 	 (A7)  ∫ de Jule Styne et Sammy Cahn

• Face B : Don Elliott Vib-rations (00:00)	
1. Take Me Out To The Ball Game (B1)	  ∫ de Albert Von Tilzer et Jack Norworth
2. A Stranger In Town  (B2)	  ∫ de Mel Torme
3. Darn That Dream  (B3)	  ∫ de Eddie DeLange et Jimmy Van Heusen
4. Jeepers Creepers (B4)	  ∫ de Harry Warren et Johnny Mercer
5. Oh Look At Me Now (B5)	  ∫ de Joe Bushkin et John De Vries
6. Where Or When  (B6)	  ∫ de Richard Rodgers et Lorenz Hart
7. Mighty Like A Rose  (B7)	  ∫ de Ethelbert Nevin et Frank Stanton[3]

## Personnel & Enregistrement
- Compilation issue des masters Savoy Records de l'album 10" Cal Tjader Vibist paru début 1954 et des masters d'enregistrements de Don Elliott de 1952 et 1953 qui joue de 4 instruments différents dont le vibraphone.

## Design de Couverture
- Description : Les 2 tiers « bord droit » sont consacrés à une photographie verticale de Cal Tjader jouant du vibraphone. Cadrage au 2/3 avec le vibraphone et une partie des pieds de l'instrument. Cal Tjader, chemise blanche, manches courtes, lunettes cerclées de noir apparait tête baissée concentré sur son jeu. En typographie réservée blanche et jaune camel cerclée de rouge, il est inscrit « CAL TJADER ». Le dernier tiers de la pochette « bord gauche » est un aplat vertical de couleur type jaune camel avec en capitales d'imprimerie la mention quelque peu trompeuse[8] « AND DON ELLIOTT » : typographie noir et bleu cerclée de noir. Les 2 prénoms des artistes sont grossis par rapport au reste des typographie. Mention « High Fidelity » et références de série Savoy Records[9]. Il n'est pas fait état sur la pochette du titre de l'album « Vib-rations ».
- Photographie de : ….

## Informations de Sortie
- Année de Sortie : Fin 1956
- Intitulé : Cal Tjader And Don Elliott - Vib-rations[10]
- Label : Savoy Records
- Référence Catalogue : Savoy MG 12054[11]
- Format :  LP 33™ ou (12")
- Liner Notes : …[12]

## Autres éditions FormatLPetCD
Édition en album Lp 33™ chez London Records sous le titre original « Cal Tjader And Don Elliott - Vib-rations ».
- Références : London Records LTZ - C15050 -37s (1957)[13] (ekk) [14].

## Observations
Le titre de cette compilation joue avec les mots et le plus agréable est que le jeu de mots fonctionne aussi bien en français qu'en anglais :
- « Vib » pour l'écriture abrégée de vibraphone et former vibration
- « Ration » pour indiquer une Ration de vibraphone et former vibration.

### Origine discographique de cette compilation
La série MG 12000 de Savoy Records commence en 1955 avec des disques au nouveau format pour l'époque de 12" et surtout beaucoup de rééditions d'enregistrements issus de la période 47 à 55 parus dans différents formats.
Savoy Records a sorti dans cette collection plusieurs albums ayant pour principe de consacrer une face à chacun des 2 artistes sélectionnés. Ce disque n'est donc pas comme souvent l'intitulé le laisse à penser, un album râre d'une collaboration entre Cal Tjader et Don Elliott. Ils n'ont par conséquent jamais travaillé ensemble sur quelque morceau que ce soit.
La face A est donc la face consacrée à Cal Tjader, elle reprend 7 des 8 titres de l'album Cal Tjader Vibist paru en 1954 au format 10" sous la référence Savoy Records - MG 9036. Le titre Isn't It Romantic n'a pas été repris, certainement par manque de place sur cette face A.
- Les titres 2. Minority  et 4. I Want To Be Happy sont issus d'un 45™ référencé Savoy Records - Savoy 1120.
- Les titres 1. Love Me Or Leave Me et 3. Tangerine  sont issus d'un 45™ référencé Savoy Records - Savoy 1117.
- Ces 4 titres ont fait l'objet d'une édition au format maxi 45™ sous le titre Cal Tjader référencé Savoy Records - Savoy XP 8101.

### Concernant les titres…
Pour sa première session d'enregistrement en 1953, avec sa nouvelle maison de disques, Cal Tjader a un batteur de choix en la personne de Kenny Clarke le batteur du Modern Jazz Quartet de Milt Jackson, vibraphoniste et inspirateur de son style de jeu. Kenny Clarke était à cette époque aussi un batteur de session chez Savoy Records, et a réalisé à ce titre beaucoup d'enregistrements.
- « Love Me Or Leave Me » a été interprété pour la première fois en 1928 par Ruth Etting. Elle est tirée de l'acte II d'un spectacle musical de Broadway intitulé Whoopee!. Parmi les reprises de ce titre les plus connues, on retrouve Doris Day, Sammy Davis Jr.., Lena Horne, … Ce titre est classé au 206e rang des standards de jazz[18]
- « Minority » est une des premières compositions de Cal Tjader. Il n'est pas connu à quelle minorité il fait référence pour le choix du titre de ce morceau.
- « Tangerine » est une chanson de 1941 composée Victor Schertzinger sur des textes de Johnny Mercer. La tangerine est une espèce apparentée aux oranges, famille des agrumes qui a servi de base aux croisements avec des mandariniers pour obtenir des ortaniques[19].
- « I Want to Be Happy » est un standard de jazz  classé au 215e rang des standards de jazz[20] tiré de la comédie musicale « No, No, Nanette » créée en 1925 qui contient aussi la version originale du non moins célèbre Tea for two des mêmes compositeurs. Le présent titre fut notamment repris par Ella Fitzgerald.
- « After You've Gone » est une chanson populaire devenue standard de jazz classé au 34e rang des standards de jazz[21]. Elle fut composée en 1918 par Turner Layton avec des paroles d'Henry Creamer. La version originale a été chantée et enregistrée par Marion Harris le 22 juillet 1918. On ne compte plus les innombrables reprises dont elle a fait l'objet : Louis Armstrong (1929), Benny Goodman (1935), Quintette du Hot Club de France (1937), Art Tatum (1953), Nina Simone (1974), Bireli Lagrene (2006), Jamie Cullum (2007)…
- « A Sunday Kind of Love » est classé au 752e rang des standards de jazz[22]. Elle fut enregistrée pour la première fois en 1946 et a fait elle aussi l'objet de nombreuses reprises à succès : Etta James (1961), Dinah Washington (1959), Reba McEntire (1988), Jo Stafford (1947)…
- « It's You Or No One » est un titre[23] tiré de la bande originale du film Romance à Rio[24] produit par la Warner Bros. et interprété par le personnage de Miss Georgia Garrett. Il fut interprété la première fois par Doris Day le 25 juin 1948.

Enfin, le premier titre interprété par Don Elliott Take Me Out To The Ball Game est une reprise de la composition de Jack Norworth et Albert Von Tilzer. Cette chanson est devenue l'hymme non officiel des joueurs de Baseball aux États-Unis, sport qu'adorait Cal Tjader, et pour lequel il a écrit un titre en hommage à son joueur préféré : Viva Cepeda.

### Autre version de cet album compilation
Il existe une autre version de cet album reprenant cette fois les 8 titres de Cal Tjader parus chez Savoy Records avec un autre vibraphoniste en face « B » : Terry Gibbs. Les titres sont présentés dans un ordre différent et les références de l'album LP 33™ sont :
Il semblerait que Savoy Records n'ayant pas assez de titres enregistrés de Cal Tjader pour rééditer une compilation en format Lp 33™ /12" ait fait le choix de se servir du succès de Cal Tjader à cette époque pour faire connaitre d'autres vibraphonistes qu'elle avait signé et dont elle n'avait semble-t-il pas plus d'ancien matériel sonore pour réaliser aussi une compilation propre à cet artiste. Enfin en 1957, Savoy Records venait de resigner Terry Gibbs jusqu'alors parti pour le label EmArcy Records. Terry Gibbs enregistre alors ses albums Swingin' With Terry Gibbs (MG-36103) et Terry Gibbs Plays the Duke (MG-36128).

### Critique
Cal Tjader a objectivement écouté soigneusement le jeu de Milt Jackson. Son propre travail de vibraphone le montre clairement : ce, particulièrement dans des ballades lentes (par exemple A Sunday Kind Of Love; « It's You Or No One »).
Il crée une musique attractive, légère comme l'écume et soutenue avec vigneur par des accompagnements qui swinguent.
En procédant à de multiples réenregistrements, l'ordonné Don Elliott joue simultanément de 3 instruments sur un titre. Bien qu'il soit capable de jouer correctement du mellophone et du vibraphone, c'est en trompettiste qu'on le préfère. On l'entend sur cet instrument dans les morceaux Take Me Out To The Ball Game et Jeepers Creepers. Autoriser Doug Duke à jouer l'orgue sur cette session était une grande erreur. (~Traduit. Extraits du Magazine Grammophone - Mars 1957).